# O mie
O mie (tidigare på engelska: A Million) är en låt på rumänska framförd av sångerskan Aliona Moon. Med låten representerade Moon Moldavien i Eurovision Song Contest 2013 i Malmö i Sverige.
Med låten, då framförd på engelska, vann Moon O melodie pentru Europa 2013, två poäng före tvåan Boris Covali. Efter att Moon vunnit den nationella tävlingen beslöt man sig för att väl i Eurovision Song Contest framföra låten på rumänska istället för engelska. Låten kvalificerade sig i finalen där den slutade på 11:e plats av 26 tävlande låtar.
Låten är komponerad Pavel Parfeni, som representerade Moldavien i Eurovision Song Contest 2012. Texten är skriven av Yuliana Scutari.
Under framförandet av låten bär Aliona Moon en klänning på vilken olika mönster projiceras, vilket ger intrycket av att klänningens mönster ändras. I mitten av låten höjs Moon upp och det ser ut som att hon blir längre (se filmklippet till vänster).